# إيفو إليسيفيتش
إيفو إليسيفيتش (بالكرواتية: Ivo Iličević) وهو لاعب كرة قدم ألماني المولد كرواتي الأصل والجنسية ولد في يوم 14 نوفمبر 1986 في مدينة أشافنبورغ في ألمانيا الغربية لعب في نادي نادي بوخوم ونادي كايزرسلاوترن وحاليا يلعب في نادي هامبورغ الرياضي ولعب مع المنتخب الكرواتي 8 مبارايات دولية ويبلغ طوله 174 سم ويلعب في مركز الهجوم.

## مسيرته الكروية
لعب إيفو إليسيفيتش خلال مسيرته الاحترافية مع 8 أندية في ثمانية عشر موسمًا وسجل خلالها 43 هدفًا ضمن 293 مباراة. حيث فاز في موسمين بالكأس ولم يفز بأي دوري.
خاض إيفو إليسيفيتش مسيرته مع نادي دارمشتات 98 في موسم 2004–05 ولمدة موسمين، مشاركًا في 44 مباراة سجل خلالها 8 أهداف. ثم انتقل إلى نادي بوخوم في موسم 2006–07 ولمدة موسمين، حيث شارك في 25 مباراة سجل خلالها هدفين. لينتقل بعدها إلى نادي غرويتر فورت في موسم 2007–08 ولمدة موسمين، مشاركًا في 38 مباراة سجل خلالها 4 أهداف. ثم انتقل إلى نادي كايزرسلاوترن في موسم 2009–10 واستمر معه طيلة ثلاثة مواسم، مشاركًا في 55 مباراة سجل خلالها 10 أهداف. هذا وانتقل لاحقًا إلى نادي هامبورغ في موسم 2011–12 ليلعب معه خمسة مواسم، مشاركًا في 84 مباراة سجل خلالها 10 أهداف أيضًا. ثم انتقل بعدها إلى نادي أنجي محج قلعة في موسم 2016–17 لمدة موسم واحد، مشاركًا في 12 مباراة سجل خلالها هدفين. ليعود وينتقل من جديد، لكن هذه المرة إلى نادي كايرات في عامي 2017-2019 ولمدة موسمين، مشاركًا في 32 مباراة سجل خلالها 7 أهداف. لينتقل بعدها إلى نادي نورنبرغ في موسم 2018–19 لمدة موسم واحد، مشاركًا في 3 مباريات ولم يسجل أي هدف.

## روابط خارجية
- إيفو إليسيفيتش على موقع الاتحاد الأوربي (الإنجليزية)
- إيفو إليسيفيتش على موقع قاعدة بيانات كرة القدم.إي يو (الإنجليزية)
- إيفو إليسيفيتش على موقع بيانات كرة القدم. دي إي (الألمانية)
- إيفو إليسيفيتش على موقع ناشيونال فوتبول تيمز (الإنجليزية)
- إيفو إليسيفيتش على موقع Soccerway.com (الإنجليزية)
- إيفو إليسيفيتش على موقع عالم كرة القدم.نت (الإنجليزية)
- إيفو إليسيفيتش على موقع AS.com (الإسبانية)